# Eoacmaeoidea
Eoacmaeoidea is een superfamilie van weekdieren uit de klasse van de Gastropoda (slakken).

## Familie
- Eoacmaeidae Nakano & Ozawa, 2007